# Mathis Spur
Il Mathis Spur (in inglese, tradotto in italiano: Sperone Mathis) è uno sperone roccioso situato lungo il fianco occidentale della Saratoga Table, 6 km a nord del Monte Stephens, nel Forrestal Range dei Monti Pensacola, in Antartide. 
Lo sperone è stato mappato dall'United States Geological Survey (USGS) sulla base di rilevazioni e foto aeree scattate dalla U.S. Navy nel periodo 1956-66.
La denominazione è stata assegnata dall'Advisory Committee on Antarctic Names (US-ACAN) in onore di Melvin Mathis, addetto sanitario presso la Stazione Ellsworth nell'inverno del 1957.